# Vukojevac

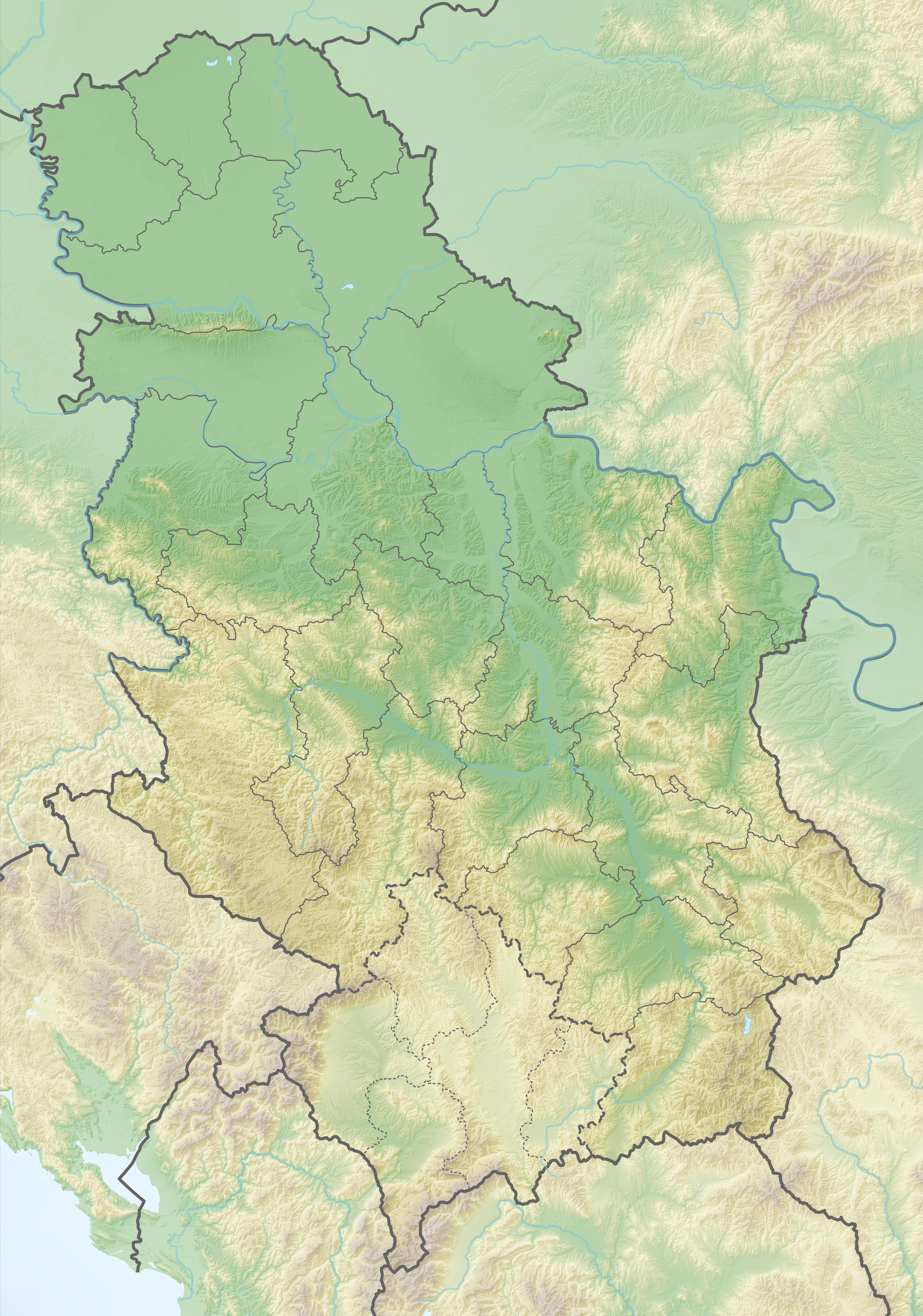
Reliefkarte Serbien Topographischer Hintergrund: NASA Shuttle Radar Topography Mission (public domain). SRTM3 v.2.

Vukojevac (em cirílico: Вукојевац) é uma vila da Sérvia localizada no município de Kuršumlija, pertencente ao distrito de Toplica, na região de Toplica. A sua população era de nenhum habitante segundo o censo de 2011.

## Demografia
| 1948 | 1953 | 1961 | 1971 | 1981 | 1991 | 2002 | 2011 |
| ---- | ---- | ---- | ---- | ---- | ---- | ---- | ---- |
| 229  | 260  | 191  | 99   | 6    | 0    | 0    | 0    |